# Provinz Perugia
Die Provinz Perugia (italienisch Provincia di Perugia) ist eine italienische Provinz der Region Umbrien. Hauptstadt ist Perugia. Sie hat etwa 637.222 Einwohner (Stand 31. Dezember 2023) in 59 Gemeinden auf einer Fläche von 6334 km².
Die Provinz grenzt im Norden und Osten an die Marken (Provinz Pesaro und Urbino, Provinz Ancona, Provinz Macerata und Provinz Ascoli Piceno), im Süden an Latium (Provinz Rieti) und die Provinz Terni, und im Westen an die Toskana (Provinz Siena und Provinz Arezzo).

## Größte Gemeinden
(Einwohnerzahlen Stand 31. Dezember 2023)
| Gemeinde                 | Einwohner |
| ------------------------ | --------- |
| Perugia                  | 162.099   |
| Foligno                  | 55.265    |
| Città di Castello        | 38.100    |
| Spoleto                  | 36.149    |
| Gubbio                   | 30.388    |
| Assisi                   | 27.507    |
| Bastia Umbra             | 21.292    |
| Corciano                 | 21.619    |
| Marsciano                | 17.988    |
| Todi                     | 15.572    |
| Umbertide                | 16.254    |
| Castiglione del Lago     | 15.136    |
| Gualdo Tadino            | 14.255    |
| Magione                  | 14.652    |
| San Giustino             | 11.092    |
| Deruta                   | 9486      |
| Spello                   | 8270      |
| Trevi                    | 7959      |
| Città della Pieve        | 7399      |
| Torgiano                 | 6598      |
| Gualdo Cattaneo          | 5616      |
| Nocera Umbra             | 5530      |
| Passignano sul Trasimeno | 5691      |
| Montefalco               | 5326      |
| Panicale                 | 5293      |

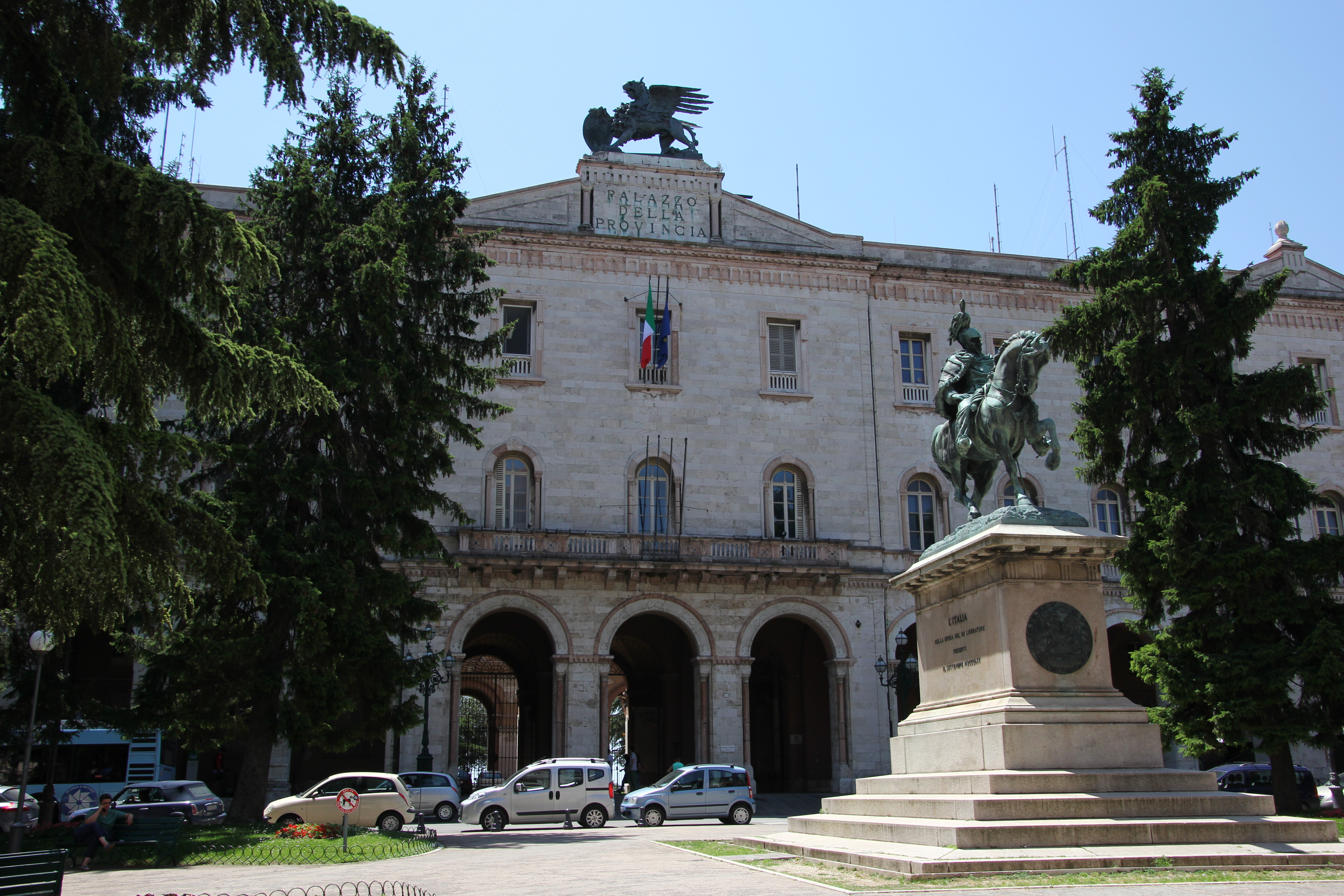
Perugia, Palazzo della Provincia, Regierungssitz der Provinz

Die Liste der Gemeinden in Umbrien beinhaltet alle Gemeinden der Provinz mit Einwohnerzahlen.